# Sinagoga Börneplatz
La sinagoga Börneplatz, oggi scomparsa, era tra le più grandi delle sinagoghe della città di Francoforte sul Meno in Germania. Costruita tra il 1881 e il 1882 in stile neorinascimentale, la sinagoga fu incendiata e distrutta dai nazisti durante la notte dei cristalli nel novembre 1938 e completamente demolita.

## Storia

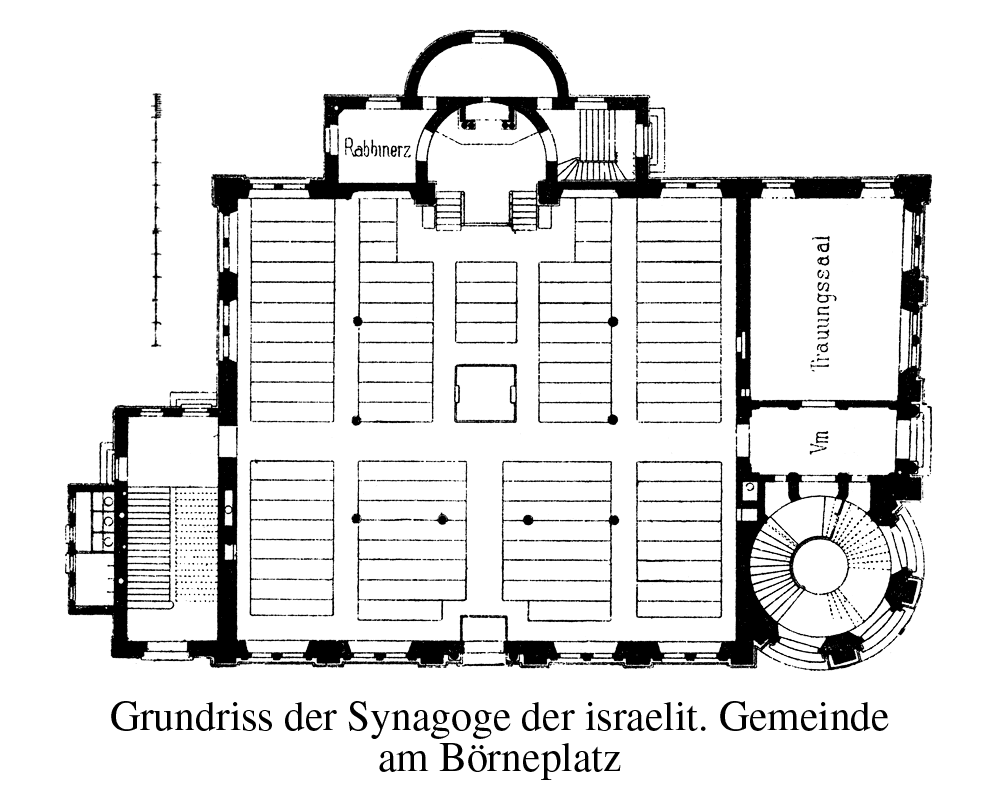
La pianta della sinagoga

La sinagoga sulla Börneplatz (la piazza del mercato del vecchio quartiere ebraico di Francoforte sul Meno) fu costruita nel 1881-82, sul sito dove nel 1780 era sorto un ospedale per ebrei stranieri, poi demolito. La cerimonia di consacrazione ebbe luogo il 10 settembre 1882, alla presenza delle autorità civili e religiose della città di Francoforte.
La sinagoga Börneplatz era il centro del movimento ortodosso all'interno della vasta comunità ebraica di Francoforte. Fu costruita su insistenza di Markus Horovitz che fece di questo una condizione della sua assunzione della posizione del rabbino della comunità ortodossa. In questo modo il movimento ortodosso e il suo rabbino speravano di poter competere ad armi pari, con una sede altrettanto prestigiosa, con i sostenitori del movimento riformatore che avevano il loro centro nella Sinagoga maggiore di Francoforte sul Meno. Fu anche un tentativo di impedire agli ebrei ortodossi di unirsi alla rivale congregazione ortodossa Israelitische Religionsgesellschaft ("Società religiosa degli Israeliti") di Samson Raphael Hirsch, che dal 1852 possedeva una sinagoga nella Schützenstraße e nel 1907 costruì sulla Friedberger Anlage la più grande sinagoga di Francoforte.
La sinagoga Börneplatz, edificata su progetto dell'architetto Siegfried Kusnitzky, aveva 520 posti per uomini e 360 per donne. Nel 1901 furono fatti importanti lavori di ampliamento con l'aggiunta di altri 400 posti. In linea con i rituali ortodossi la sinagoga presentava caratteristiche architettoniche specifiche, come la separazione degli spazi tra uomini e donne, la bimah posta al centro della sala e l'omissione dell'organo. Oltre che in svariate fotografie, la sinagoga è immortala in un celebre dipinto di Max Beckmann del 1919.
La notte del 9 novembre 1938 ("Kristallnacht") la sinagoga Börneplatz, al pari delle altre sinagoghe di Francoforte e della Germania tutta, fu incendiata dai nazisti e completamente distrutta. Nel 1939 ne furono rimosse le rovine; le pietre furono usate per la costruzione del muro che circonda il vicino cimitero. Tra le sinagoghe monumentali di Francoforte solo la Sinagoga Westend è sopravvissuta alle distruzioni del periodo nazista.

## La memoria
Nel dopoguerra, il terreno dove sorgeva la Sinagoga Börneplatz restò di proprietà della città di Francoforte. Già il 20 marzo 1946, l'Amministrazione militare alleata vi fece apporre una targa commemorativa con la scritta:
"Qui sorgeva la sinagoga Börneplatz, che fu distrutta dai criminali nazisti il 9 novembre 1938".
L'intero quartiere era stato devastato dai bombardamenti. Quando si procedette alla ricostruzione dell'area emersero tracce importanti delle fondamenta della sinagoga e i resti di una mikvah (o bagno rituale). Oggi sul sito sorge un memoriale dell'Olocausto, inaugurato nel 1996.

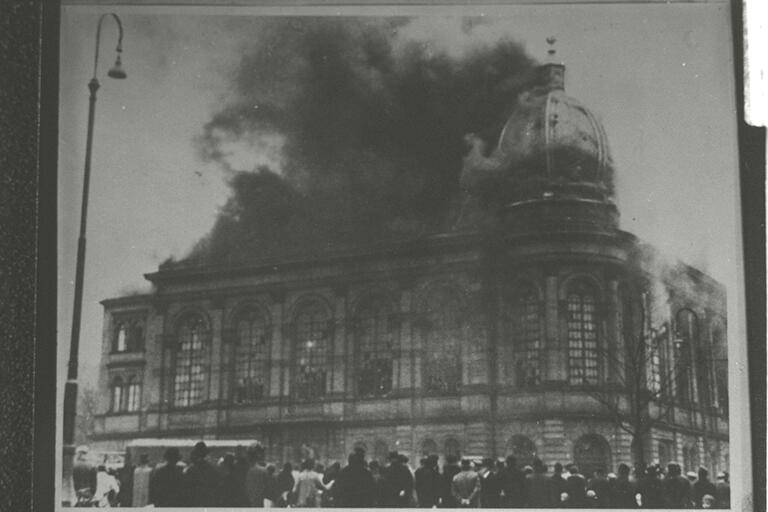
La sinagoga in fiamme (10 novembre 1938)
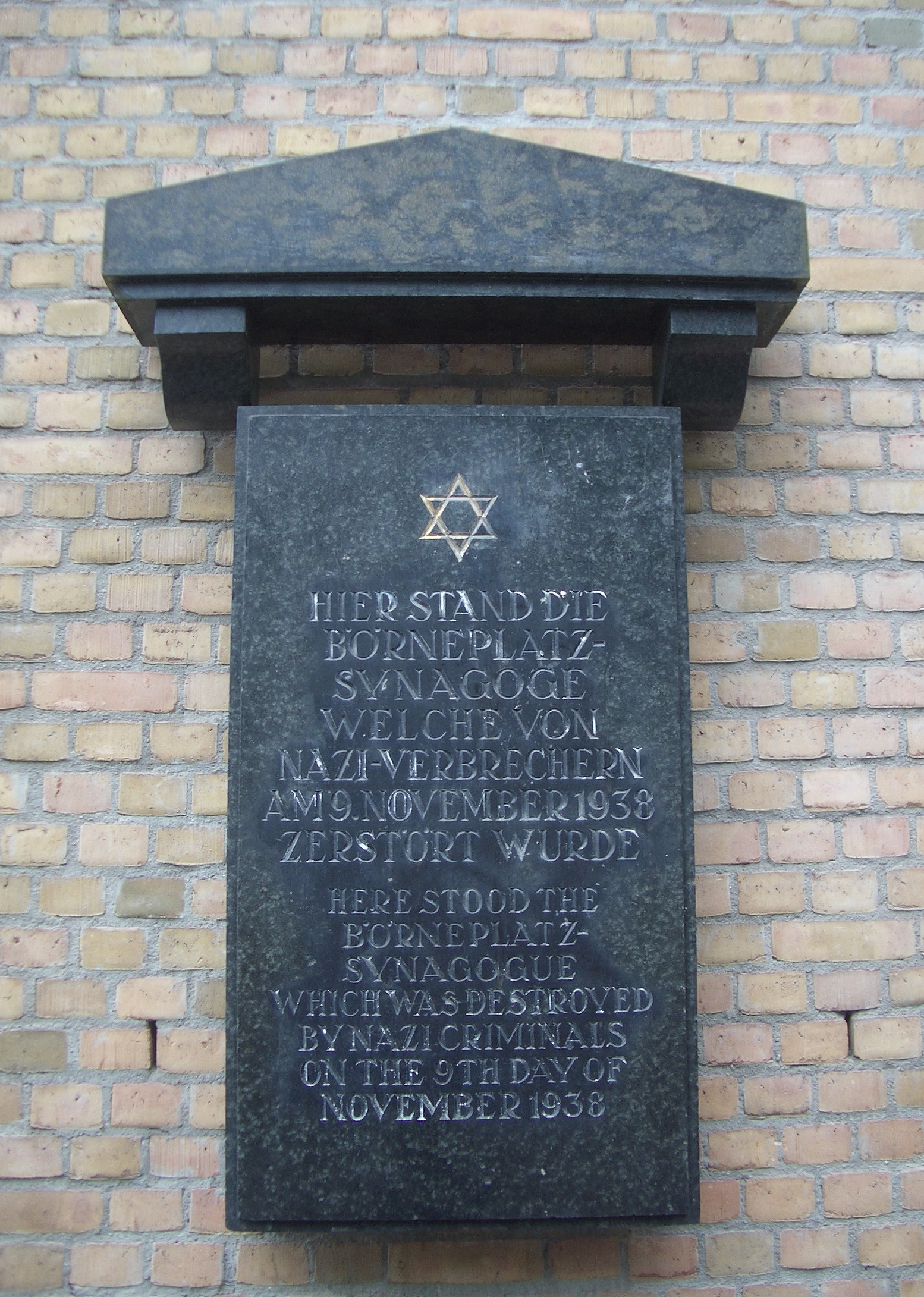
La targa commemorativa (20 marzo 1946)
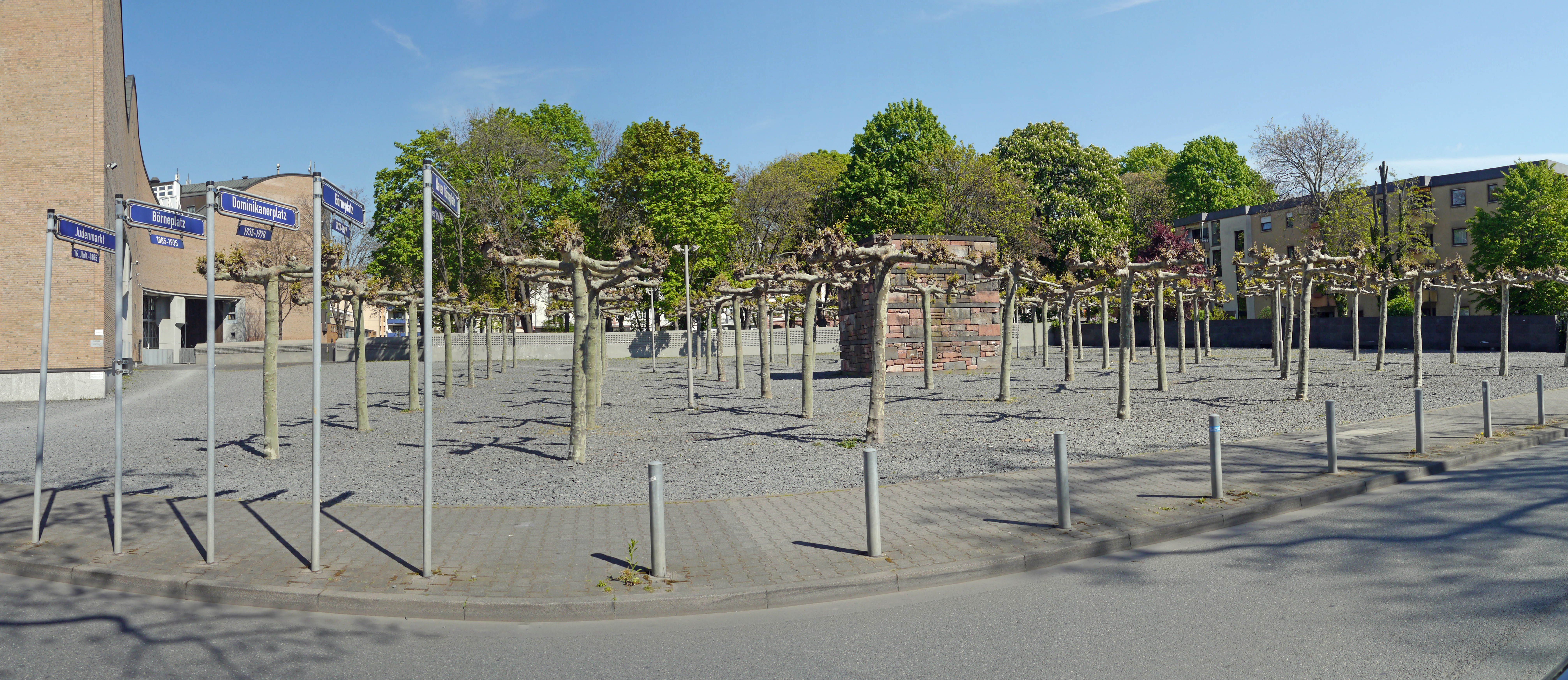
Il memoriale dell'Olocausto (1996)